# Piaggio Free
Il Piaggio Free è uno scooter a ruote alte commercializzato dalla casa motociclistica Italiana Piaggio dal 1992 al 2002.

## Caratteristiche
Il Free venne presentato al Salone di Colonia nel 1992 ed è stato commercializzato a partire dal novembre dello stesso anno. È stato il primo scooter moderno della Piaggio definito a “ruote alte” in quanto montava sia all’anteriore che al posteriore ruote da 14” (contro i 10” standard dell’epoca). Era disponibile unicamente con una motorizzazione 50 cm³ a due tempi erogante 4,6 CV e si posizionava come modello di scooter meno costoso all’interno della gamma Piaggio anni novanta, poco più caro rispetto ai ciclomotori Ciao e Sì. L’impianto frenante era composto da un tamburo anteriore dal diametro di 104 mm e un tamburo posteriore dal diametro di 100 mm. Il peso era di 69 kg. Al lancio era disponibile in due versioni: la base con ruote a raggi e vernice pastello e la versione più ricca con vernice metallizzata, ruote in lega, antifurto elettronico che impedisce l'avviamento e catalizzatore.
Nel 1999 venne introdotto il Free Catalyzed con il motore 50 a due tempi che venne aggiornato adottando il catalizzatore su tutti i modelli e l’omologazione Euro 1, vennero introdotti nuovi pneumatici da 14” e il nuovo impianto frenante composto da disco anteriore da 200 mm con comando idraulico e tamburo posteriore da diametro di 110 mm.
Nel 2002 venne introdotto il motore 100 cm³ quattro tempi “HI-PER” raffreddato ad aria erogante 7,6 cavalli ed omologato Euro 1.
Quest'ultimo modello era esteticamente identico al 50 eccezion fatta per le ruote da 14 pollici dal design specifico (con più raggi) e per gli pneumatici più larghi. Il Free 100 ha un peso di 92 kg.
La produzione del Free termina alla fine del 2002 in quanto le vendite ormai si erano piuttosto ridotte a causa della concorrenza interna con il modello Liberty, più rifinito e meglio equipaggiato.